# 島田大介 (映像作家)
島田 大介（しまだ だいすけ、1974年11月20日 ‐ ）は、映像作家、写真家。  
大阪府生まれ。京都芸術短期大学映像科卒。
映像作家、写真家として国内外で上映、展示を行う。
2013年小松菜奈主演の短編映画を初監督
また映像ディレクターとして数々のCMやMUSICVIDEOなどを演出し、カンヌ広告祭をはじめ国内外数々の賞を受賞。映像作家100人に2006年から選出
妻はモデルの小谷実由。愛猫の名前はしらす。

## 略歴
京都芸術短期大学映像科卒業後、渡英。
90年代後半ロンドンにてファッションモデルとして活動。
パリ・コレクション、ロンドン・コレクション、CM、MVなど出演する。帰国後上京しファッション誌、東京コレクションなど出演。
帰国後、映像制作会社John and Jane Doe Inc.に入社し谷田一郎アシスタントディレクターを経験。
2002年、映像ディレクターとして独立。以降、数々のミュージッククリップ、コマーシャルフィルム等の映像を演出する。
2008年、映像制作会社　Qotorifilm Inc.株式会社コトリフィルム設立。
2010年、Charaのパーソナルブック『breaking hearts』祥伝社 を2ヶ月にわたり撮影。フォトグラファーとしても活動し始める。
2013年、コトリフィルム5周年展覧会『Qotorinitron』東京渋谷にて開催。
初監督した小松菜奈主演短編映画『ただいま。』をシアター・イメージフォーラムにて公開。23回TAMA CINEMA FORUM ”観る音楽、聴く映画”出品
2014年、『SUNTRY C.C.Lemon ”忍者女子高生 | 制服で大回転 | japanese school girl chase  #ninja”』Webmovieが、Cannes Lions Branded content&entertainments SILVER受賞、BOVA広告主部門グランプリ受賞、ADFEST2015 ONLINE VIDEO部門BRONZE受賞、文化庁メディア芸術際審査委員会推薦作品選出される。Youtube1000万再生記録した。
自身初写真展『Mathilde』東京、名古屋、京都にて開催。写真集発売。
2016年　[fuyu-no] Photo exhibition 　東京下北沢碧鳥にて開催
2018年、代表を務めた映像制作会社コトリフィルム10周年を機に解散。
コトリフィルム展覧会『Qotorinicle』。自身映像、写真展『mend』を東京目黒にて同時開催。
2019年、インタビュー形式の映像をまとめたVHS作品『VIDEO HUMAN SESIBILITY』をtransbooksにて発表。
香港写真家Wing Shya氏Kim Lam氏による企画展[＃photographer] 香港Parallel Space Galleryに参加。
2020年、モデルでもある妻、小谷実由との7年間の日々をまとめた写真集「時光」発売
2021年、東日本大震災から10年間RADWIMPSともに活動してきた楽曲映像をまとめたチャリティーアルバム『2+0+2+1+3+1+1= 10 years 10 songs』ビジュアルディレクション、および写真を担当。
写真展『10years』東京代々木にて開催する。写真展売上全額を日本赤十字社に寄付。
2024年、Lukewarm Era Project発表　Youtubeにてプロローグ映像公開

## 主な受賞、上映
- 映画 ただいま。 23回TAMA CINEMA FORUM ”観る音楽、聴く映画”出品
- サントリー C.C.レモン「忍者女子高生」
  - 2015カンヌライオンズ国際ブランドコンテンツ部門シルバー受賞
  - 2015ACC CM FESTIVALフィルム部門Bゴールド受賞
  - 2015ACC CM FESTIVALインタラクティブ部門ブロンズ受賞
  - Brain Online Video Award2015広告主部門グランプリ受賞
  - ADFEST2015インタラクティブ部門ブロンズ受賞
  - 第18回文化庁メディア芸術祭 審査員会推薦作品選出
- NURO DEVILMAN
  - GOLD on London International Awards
  - Animation/Motion GraphicsBRONZE on NYC ADC 93rd Annual Awards
- 三和酒類 いいちこ「午前0時のいいちこ」German Design Award 2021 Excellent Communications Design Audiovisual GOLD
- Perfume「Cling Cling」*ヒトリエ「インパーフェクション」2014 MVA BEST VIDEOS受賞
- ゆず「LAND」「友 〜旅立ちの時〜」2013年 MVA BEST ARTIST部門,BEST VIDEOS部門受賞
- UNIQLO DRY IN MOTION  
  - GRAPHITE PENCIL on D&AD Awards
  - MERIT on One Show Interactive

- 秦基博「朝が来る前に」PV 2009 ショートショートフィルムフェスティバル ミュージックshort部門ノミネート
- 秦基博「キミ、メグル、ボク」PV　2009 MVA best male video 受賞
- 9mm Parabellum Bullet 「Discommunication」PV 2008 MVA best new artist受賞
- 10-FEET「STONE COLD BREAK」PV 2007 エディンバラ国際映画祭上映。
- GREAT ADVENTURE「GREAT&FUNKY」PV 2005 エジンバラ国際映画祭、 sónar 2006バルセロナ上映。
- 槇原敬之「Traveling」RESFEST JAPAN2005上映。
- WORD「ECHO」ロンドン onedotzero7, 2004 韓国Seoul film fes上映。

## 主な監督・写真作品

### 映画
- ただいま。 （小松菜奈、宇野祥平）2013
- Lukewarm Era 2024

### 写真集
- 時光（私家版 2020）
- fuyu-no Photo ZINE (私家版2016)
- Matilde (Butter publishing 2014)

### Commercial film direction
- UNIQLO SPORTS フリース ”Inspiration KEI”（錦織圭）
- UNIQLO Fleece（のん）
- UNIQLO DRY IN MOTION
- UNIQLO（UNIQLO MIX"Fitting room MAN" "Fitting roomWOMAN"、「妻夫木聡、加瀬亮、黒木メイサ、上野樹里」）
- SONY Xperia SO-Z1 Xperia A SO-04E Xperia Tablet Z
- SONY PlayStation Vita（早見あかり）
- SONY MANOMA
- TOYOTA Safety Sense【七人の力士-SEVEN SUMO-】
- NTTドコモ 9D project
- NTTドコモ「iPhone,iPad」
- NTTドコモ DoCoMo2.0「この人は誰篇」、浅野忠信、北川景子）
- LIFULL HOME パラグライダー篇、湖篇（本田翼）
- 三越伊勢丹 花々祭2018 2016夏のクリアランスセール （満島みなみ）
- LUMINE THE BARGEN 2019,2020
- PARCO「Xmasv2014」
- ヤマト運輸「全員で届ける」（TOKIO）
- 日産自動車 Nissan Cube「CUBE SHUTTER ROOM 篇」
- スズキ自動車 SUZUKI Lapin 「New lapin」
- 花王 エッセンシャル「佐々木希、中川翔子、山崎静代、スザンヌ、皆藤愛子、椿姫彩菜」
- サッポロビール「北海道生搾り」「グリーンアロマ　香り楽しむ篇」（Perfume）
- キリンビール　「氷結」
- Benesse「中学講座,高校講座」
- KOE「2014AW 2015ss」（Chara、SUMIRE）
- LINE LINE PLAY（広瀬すず）LINE LIVE
- ユニバーサル・スタジオ・ジャパン ハリーポッターXMAS 2016 （広瀬すず）
- UNiCASE「スマートフォンのクローゼット」（emma）
- 中外製薬「創薬はクリエイティブ」「世界にまだない薬をもとめて」
- 朝日新聞「サムライに告ぐ。篇」
- JAグループ秋田 JA全農あきた「あきたこまち」（壇蜜）
- 亀田製菓 ハッピーターン 「“HAPPYTURN DAY TO YOU！」（多部未華子）
- PEACH JOHN 2017 WINTER「Gift by PEACH JOHN」
- 洋服の青山「フレッシャーズ「聖者の行進」篇」（登坂広臣）“就活プロジェクト"篇（佐々木希、溝端淳平）
- はるやま商事（新垣結衣）
- ライトオン「GoGo」（佐藤隆太、田中美保、溝端淳平）「x-wash」
- chant a charm
- ポッカサッポロ キレートレモン（松雪泰子）
- UHA味覚糖（e-ma x 少女時代）
- ノーリツ「エコリラキレイ」
- 東京建物「Brilia Sky Tower」（オダギリジョー、小松菜奈）
- AIRE ”Neo Sight”「両目のナナ篇」（小松菜奈）
- ちふれ化粧品「ちふれ口紅「キスマーク篇」「メッセージルーム篇」（中村ゆり）、「きれいうんどう篇」）

- 三和酒類 いいちこ 午前0時のいいちこ「切断篇」「分解編」
- J:COM【JCOMについて歌わせて】,【ZOOM篇】
- 湖池屋「のり塩アート篇」
- 江崎グリコ ドロリッチ「オフィススイーツ大作戦」篇（玉城ティナ）
- JT MEVIUS “NEW DESIGN”
- 本田技研工業 N-ONE CRAFT SHOW
- So-net NURO NURO DEVILMAN
- サントリー C.C.レモン 「忍者女子高生」（泉ひかり）
- エドウイン 「ジャージーズ」（永山瑛太）
- Levis HIP LIVE
- CREST BRIDGE「BLUE LABEL BLACK LABEL 」
- アーバンリサーチ 2012AW、2013ss SHORT MOVIE
- ナチュラルビューティーベーシック × 南波志帆 「天国のキッス」
- JULIUS 2013ss COLLECTION
- MofM concept movie
- HYKE SPRING SUMMER 2014 COLLECTION
- L'Oreal Paris 「EMOTIONAL ROUGE」
- Deuxieme Classe「The Sister Issue」「The actress issue」
- estnation 2016ss

### MUSIC VIDEO direction
| アーティスト          | 曲名                                   |
| --------------------- | -------------------------------------- |
| RADWIMPS              | 愛し                                   |
| RADWIMPS              | 25コ目の染色体                         |
| RADWIMPS              | イーディーピー～飛んで火に入る夏の君～ |
| RADWIMPS              | おとぎ                                 |
| RADWIMPS              | ふたりごと                             |
| RADWIMPS              | me me she                              |
| RADWIMPS              | いいんですか？                         |
| RADWIMPS              | 君と羊と青                             |
| RADWIMPS              | いいんですか？2017                     |
| BUMP OF CHICKEN       | なないろ (Performance Music Video)     |
| Mr.Children           | 掌                                     |
| 桑田佳祐              | 銀河の星屑                             |
| 嵐                    | 明日の記憶                             |
| サカナクション        | 目が明く藍色                           |
| サカナクション        | ルーキー                               |
| サカナクション        | montage                                |
| CHARA                 | Crazy for you                          |
| CHARA                 | FANTASY                                |
| CHARA                 | ボクのことを知って                     |
| CHARA                 | ラブラドール                           |
| CHARA                 | プラネット                             |
| CHARA                 | やさしい気持ち (Special Kiss ver.)     |
| CHARA                 | 恋文                                   |
| CHARA                 | せつなくてごめんね                     |
| CHARA                 | 恋は目を閉じて                         |
| CHARA                 | Sympathy                               |
| Perfume               | スパイス                               |
| Perfume               | Cling Cling                            |
| back number           | 高嶺の花子さん                         |
| back number           | fish                                   |
| back number           | sister                                 |
| back number           | クリスマスソング                       |
| back number           | ハッピーエンド                         |
| back number           | 瞬き                                   |
| back number           | オールドファッション                   |
| back number           | ベルベットの詩                         |
| back number           | 幕が上がる                             |
| 秦基博                | キミ、メグル、ボク                     |
| 秦基博                | 朝が来る前に                           |
| 秦基博                | Halation                               |
| 秦基博                | アイ                                   |
| 秦基博                | メトロ・フィルム                       |
| 秦基博                | エンドロール                           |
| 秦基博                | Dear Mr. Tomorrow                      |
| 秦基博                | Girl                                   |
| 秦基博                | ひまわりの約束"弾き語りver             |
| 秦基博                | Girl 2017 Another Story Ver.           |
| 木村カエラ            | BEAT                                   |
| 木村カエラ            | Circle                                 |
| 木村カエラ            | Snowdome                               |
| 木村カエラ            | TREE CLIMBERS                          |
| 木村カエラ            | Yellow                                 |
| 木村カエラ            | マスタッシュ                           |
| 木村カエラ            | COLOR                                  |
| 木村カエラ            | Continue                               |
| GLIM SPANKY           | 大人になったら                         |
| GLIM SPANKY           | 吹き抜く風のように                     |
| きのこ帝国            | 桜が咲く前に                           |
| きのこ帝国            | 怪獣の腕のなか                         |
| きのこ帝国            | 猫とアレルギー                         |
| きのこ帝国            | 愛のゆくえ                             |
| 雨のパレード          | Change your mind                       |
| 雨のパレード          | shoes                                  |
| 雨のパレード          | MARCH                                  |
| 菅田将暉              | ばかになっちゃったのかな               |
| 満島ひかり            | 群青                                   |
| 新垣結衣              | WALK                                   |
| 新垣結衣              | piece                                  |
| 新垣結衣              | ハナミズキ                             |
| ゆず                  | 慈愛への旅路                           |
| ゆず                  | 代官山リフレイン                       |
| ゆず                  | Hey和                                  |
| ゆず                  | LAND                                   |
| ゆず                  | 友 〜旅立ちの時〜                      |
| ゆず                  | かける                                 |
| ゆず                  | マボロシ                               |
| ゆず                  | SUBWAY                                 |
| 9mm Parabellum Bullet | The World                              |
| 9mm Parabellum Bullet | Discommunication                       |
| 9mm Parabellum Bullet | Termination                            |
| 9mm Parabellum Bullet | Living Dying Message                   |

- RainTree 「ILU」「つまり」
- Hana Hope 「アカイロ」
- Tani Yuuki 「最後の魔法」
- Kenta Dedachi 「 Moon feat. Ryu Matsuyama 」
- ASPIDISTRAFLY 「 The Voice of Flowers」
- Gareth Dickson　「 red road」
- 林宥嘉「天真有邪」「我已經敢想你」
- 曹楊 Young [ 極光 Northern Lights ]  [ 趕不走的你 Part of Me ]
- けもの「めたもるセブン」
- toi toy toi「Chant」
- ヒトリエ「インパーフェクション」「フユノ」
- Plenty「プレイヤー」「空から降る一億の星」
- Akeboshi「Hey There」「Yellow Moon」「Along the Line」
- 凛として時雨「I was music」
- TK from 凛として時雨「contrast」
- SEBASTIAN X「イェーイ！」「こころ」
- たむらぱん「バンブー」「ラフ」「しんぱい」「new world」「白い息」「ぼくの」
- セカイイチ「RAIN / THAT / SOMETHING」「勇気の花」「あかり」「Step On」
- SHAKALABBITS「ダズリングスープ」「Ladybug」「SADISTIC AURORA SHOW」「mommy's back?」
- 10-FEET「U」「goes on」「STONE COLD BREAK」
- BACK DROP BOMB「PERSPECTIVE」「NEVASHINEDD」「IN ORDER TO FIND THE NEW SENCE」[graySONGzone」
- BRAHMAN「A WHITE DEEP MORNING」
- GRAPEVINE「超える」「ジュブナイル」
- ACIDMAN「式日」「Free Star」
- 榎本くるみ「RAINBOW DUST」「愛すべき人」「リアル」「あなたに伝えたい」
- NOVELS「Wiz -Album Ver.-」「ミッシングリンク」
- 土屋アンナ「BABBLE TRIP」「cocoon」
- moumoon「Tiny star」「more than love」
- 中島美嘉「CANDY GIRL」
- 安藤裕子「HAPPY」
- 一青窈「「ただいま」」
- 依布サラサ「カリキュラム」「瞳孔ソナー」
- 小谷美紗子「Who-08-」
- 二階堂和美「Lovers Rock」「今日を問うpart2」
- Rie fu「ツキアカリ」
- LOVE PSYCHEDELICO「Aha! (All We Want)」
- GReeeeN「道」
- ASIAN KUNG-FU GENERATION「迷子犬と雨のビート」
- フジファブリック「ECHO」
- 浅井健一「FIXER」
- The Birthday「stupid」
- Midnight Bankrobbers 「ルルといた夏の日」
- SEAMO「Cry Baby」
- the chef cooks me「適当な闇」
- MONKEY MAJIK「ただ、ありがとう」
- Every Little Thing「ハリネズミの恋」
- MiChi「Together again」「LOVE is.」「ONE」
- 南波志帆「髪を切る8の理由。」「MUSIC」
- ハナエ「羽根」「blackberry」
- カミナリグモ「あの虹」
- The SALOVERS「愛しておくれ」
- FREENOTE 「Re:チャンネル」「さよならの歌」「ピアノを弾いて」

### Broad casting Title movie
- LIFE！～人生に捧げるコントOpening Title Movie NHK
- エイエイGO！ OpeningTitle Movie NHK
- フランケンシュタインの恋 Ending Title Movie 日本テレビ

### Concert Movie direction
- 米津玄師 2019 TOUR / 脊椎がオパールになる頃、2022 TOUR / 変身、2023 TOUR / 空想
- 菅田将暉 Premium 1st TOUR 2018 @WWWX , SUDA MASAKI LIVE＠LIQUIDROOM 2018、LIVE STREAMING 20210221、 LIVE TOUR “クワイエットジャーニー” 日本武道館 2023、

- 雨のパレード 2017「Change your pops」,2017「Untraveled」、LIVE TIPS Special Live presented by WOWOW 2018
- ゆず「"GO LAND”」TOUR2013
- 秦基博 「GREEN MIND AT BUDOKAN2011(スクリーン映像演出)」「"visionary live 2013 histria”」[7]「GREEN MIND 2014」「LIVE AT YOKOHAMA STADIUM −10th Anniversary−2017(スクリーン映像演出)」
- RADWIMPS「"絶体延命”」TOUR 2012

### Creative direction
- RADWIMPS "2+0+2+1+3+1+1= 10 years 10 songs"CDジャケット
- NHK "LIFE!〜人生に捧げるコント〜" ロゴデザイン、series-0〜３トータルアートディレクション
- 三越伊勢丹グループ花々祭 2018 キャンペーン
- 大原櫻子“泣きたいくらい”CDジャケット
- SEBASTIAN X "イェーイ” "こころ” CDジャケット
- Gotch “Can't be forever young” LPジャケット
- 秦基博 “Girl” "花" LPジャケット
- コトリンゴ “誰か私を” "birdcore" CDジャケット
- back number “あとのまつり” CDジャケット
- NIKIIE “*(NOTES)” “紫陽花” CDジャケット
- MiChi “ONE” CDジャケット
- 三浦大知 “Anchor” CDジャケット
- 宇宙まお "つま先” “ワンダーポップ” CDジャケット

### Other direction
- 森山開次展　― ハコ・ヒト・ハコ ―　映像演出　Gallery A4　2010年
- Hata Motohiro　Visionary live 2013 -historia-　舞台総合演出担当　プロジェクションマッピングを採用　2013年
- LANVIN 125TH ANNIVERSARY PARTY　舞台演出　　綱町三井倶楽部　2014年
- Mame Kurogouchi 2015ss COLLECTION projection film
- 竹中工務店400年の夢　展覧会映像演出　世田谷美術館　2016年
- Marimekko Spirit －Elämäntapa マリメッコの暮らしぶりー　映像演出　Gallery A4　2017年
- NORITAKA TATEHANA RETHINK 旧山口萬吉邸　映像演出　Documentary film　2018年
- DESCENTE Mizusawa Down 10th Anniversary movie　2018年
- 江戸東京リシンク展  –和敬塾 オンライン展覧会映像　2021年
- 江戸東京リシンク展  –旧岩崎邸庭園 オンライン展覧会映像　2022年
- 江戸東京リシンク展  –小石川後楽園 展覧会映像　2023年

### Still Photo Work
広告
- UNIQLO Fleece（のん）
- FACTORY SAGA ポスター、カタログ
- Lumine The Bargain 2019 summer、2020 winter   ポスター
- DMM.com DMM20周年半額キャンペーン ポスター
- 三越伊勢丹グループ　花々祭2018  CLEARANCE SALE 2016
- 純喫茶準備室 ポスター
- 喜喜香港 Happiness HongKong ポスター

アーティスト写真、CDジャケット
- My Hair is Bad、 karin.、 スピッツ、 家入レオ,、 大原櫻子、 backnumber、 Gotch、 SEBASTIAN X、 NIKIIE、 林宥嘉 Yoga Lin
- Chara 写真集『braking hearts』（祥伝社）

雑誌
- 装苑 / 文化出版局、音楽と人 /（株）音楽と人、BARFOUT! / ブラウンズブックス、Ocappa / 髪書房、Zipper / 祥伝社

LOOKBOOK
- ŠP、SUSURI、UR、SOULEIADO、MAISON DE REEFUR、etc